# حديقة ميكو الوطنية
حديقة ميكو الوطنية هي حديقة وطنية تقع على نهر ميكو بجمهورية الكونغو الديمقراطية وتمتد على 3 مناطق وهي أوريونتال وكيفو-الشمالية ومانيما . تنتمي الحديقة إلى منطقة الغابات النائية غرب البلاد، وهي بمثابة موطن للعديد من الحيوانات مثل غوريلا الأراضي المنخفضة الشرقية والأكاب وطاووس الكونغو.
تُعتبر حديقة ميكو موقعا مهما للحفاظ على الفيلة التي تستوطن الغابات الأفريقية والشمبانزي الشرقي إضافة إلى حيوان الرتم.
| اللجنة العالمية للمناطق المحمية | II (حديقة وطنية)                              |
| ------------------------------- | --------------------------------------------- |
| المعرف                          | 1080                                          |
| المكان                          | جمهورية الكونغو الديمقراطية - الموقع الجغرافي |
| الإحداثيات                      | 00 24′ 0° جنوبا 00 34′ 27° شرقا               |
| المساحة                         | 830 10 كم²                                    |
| التأسيس                         | 1970                                          |
| الإدارة                         | المعهد الكونغولي للمحافظة على الطبيعة         |

## الإنشاء
قامت إدارة الكونغو البلجيكية عام 1949 بإنشاء محمية بوموكو (نسبة لقبيلة الكوموس) التي تُعتبر أول قبيلة سكنت المساحة التي بُنيت عليها في قت لاحق حدود الحديقة الحالية. ويُعتقد أن الخطط الأصلية للمنطقة قد هدفت إلى منع استغلال الموارد المعدنية بدلا من حماية الطبيعة والحياة البرية هناك. وفي 20 نوفمبر عام 1970 ألزم المرسوم الرئاسي رقم 70-312 بإنشاء المعهد الكونغولي للمحافظة على الطبيعة، وأصبح هذا القرار حيز التنفيذ من قبل جوزيف ديزيريه موبوتو. وأكد نص هذه الوثيقة على أن تصبح حديقة ميكو الوطنية منطقة طبيعية محمية بالكامل.

## مشاكل المتمردين
شهدت الحدائق بشكل عام اشتباكات عديدية بين القوات المتمردة و القوات النظامية متسببة في وفاة العديد من الحيوانات فعلى سبيل المثال، الأرضية المعقد (هضاب وغابات استوائية كثيفة) لحديقة ميكو وافتقارها للطرقات من أهم الحوافز التي ساعدت متمردي السيمبا على الانسحاب بعد هزيمتهم مع القوات العسكرية عام 1964. ومنذ ذلك الحين، أصبح المتمردون يعيشون حياة صعبة، فهم يقتاتون على الحيوانات التي يصطادونها بطريقة غير شرعية ويُشرفون على أنشطة تعدين غير قانونية داخل الحديقة.
يُعتبر افتقار الهيئات الإدارية للقدرة على متابعة التدابير التعويضية المطلوبة من قبل مرسوم 1970 أبرز نقاط القوة التي ساهمت في تزايد حضور المتمردين هناك. وتسببت هذه الحالة الأمنية غير المستقرة في عرقلة متابعة حراس الحديقة لعملهم خصوصا بعد إجبار الجيش الكونغولي للمعهد الكونغولي للمحافظة على الطبيعة ليكون منصة لتوجيه هجماتهم نحو متمردي السيمبا. وعلاوة على ذلك، يقوم هؤلاء المتمردون بإعاقة أعمال الصيانة واحتجاز عدد من طواقم المسح، وبلغت هذه الأعمال ذروتها بين عامي 2003 و2005. وتنشط 3 مجموعات أخرى من المتمردين في أجزاء مختلفة من الحديقة من بينها ميليشا إنتراهاموي الإرهابية الراوندية. تُشكل هذا المجموعات مخاطر عديدة وبالتالي فهي تمنع بشكل مطلق أي سيطرة على الحديقة من جانب المعهد الكونغولي للمحافظة على الطبيعة.

## جهود الحفظ الدولية
يعود الاستكشاف الشامل لحديقة ميكو لعام 1989 عندما تحول ممثلون عن جمعية المحافظة على الحياة البرية -بدعم من المعهد الكونغولي للمحافظة على الطبيعة وبتأييد من البنك الدولي- والسوق الأوروبية والصندوق العالمي للطبيعة إلى المنطقة وقاموا بدراسة مايقارب 950 كم من المسح الشامل، حيث قامت جمعية المحافظة على الحياة البرية باستطلاع القطاع الشمالي عام 2005. وقام صندوق الغوريلا ديان فوسي الدولي بإجراء أول مسح للقطاع الجنوبي للحديقة في عام 2005، كما ذكر بأن الغوريلا أصبحت تتواجد بشكل واسع مقارنة بدراسات سابقة. قامت جمعية المحافظة على الحياة البرية أيضا بمسح القطاع الجنوبي عام 2006 ولكن خلصت هذه الاستطلاعات بأن الحديقة تتعرض لمخاطر عدة وهي بمثابة موطن هام للعديد من الكائنات النادرة. وتواصلت عمليات المسح عام 2010 وضمت الغابات الغربية وجنوب الحديقة وكشفت أن التهديدات منذ عام 2005 في تزايد مستمر مثل انقراض مجموعات من الغوريلا الساكنة هناك. وتشير جميع الملاحظات بأن تزايد الصيد بشكل واضح كان بسبب عمال المناجم والاستخدام واسع النطاق للأسلحة مما يشكل تهديدات خطيرة للتجمعات الحيوانية المتبقية.
وبدأت منظمات عدة في اعتماد نهج جديد للحفاظ على الحديقة فقد شرعت في تنفيذ تدابير تعويضية لمتمردي السيمبا من أجل مغادرتها. وبدأت المنظمة الدولية للحيوانات والنباتات عام 2010 في بناء المراكز الصحية والمدارس في القرى التي تقع تحت سيطرة السيمبا. وقامت جمعية علماء الحيوان فرانكفورت في تفس العام بإنجاز مشروع طموح يهدف إلى تحويل مشكلة السيمبا إلى حل، وذلك من خلال تجنيد بعض من عناصرها ليصبحوا ضمن طاقم الحراسة والسماح للبعض الآخر للاندماج في المجتمع مما سينعكس بالإيجاب على محيط حديقة ميكو.